# Wouter Fok
Wouter Fok (30 september 1954) is een voormalig tennisser uit Nederland. Fok speelde de finale in 1976 op de Nationale Tenniskampioenschappen in het heren enkelspel. In 1978 won hij de Nationale Indoorkampioenschappen. Outdoor won hij driemaal het heren dubbelspel en tweemaal het gemengd dubbel. Ook was hij geselecteerd voor Nederland in de Davis Cup (1978 en 1979), maar kwam hij niet in actie.. Sinds 1982 is hij bestuurslid van de Internationale Lawn Tennis Club van Nederland. 